# Emily Jacobson
Emily Phillipa Jacobson (ur. 2 grudnia 1985 w Decatur) – amerykańska szablistka, srebrna medalistka mistrzostw świata.
W 2001 roku zdobyła złoto drużynowo na mistrzostwach świata juniorów w Gdańsku. Na rozgrywanych rok później mistrzostwach świata juniorów w Antalyi zdobyła srebro drużynowo. Następnie zdobyła złote medale drużynowo i indywidualnie na mistrzostwach świata juniorów w Płowdiwie w 2004 roku. Ponadto zdobyła drużynowo złoty medal na mistrzostwach świata juniorów w Linzu w 2005 roku.
Podczas mistrzostw świata w Nowym Jorku w 2004 roku Amerykanki w składzie: Emma Baratta, Emily Jacobson, Sada Jacobson i Mariel Zagunis zdobyły drużynowo srebrny medal. Była też między innymi piąta drużynowo i siódma indywidualnie na mistrzostwach świata w Nîmes w 2001 roku.
Wystartowała na igrzyskach olimpijskich w Atenach w 2004 roku, gdzie w turnieju indywidualnym zajęła dwunaste miejsce. Był to jej jedyny start olimpijski.
Zdobyła ponadto brązowy medal indywidualnie na igrzyskach panamerykańskich w Santo Domingo (2003).
Jej siostra, Sada Jacobson, także uprawiała szermierkę